# Groléjac
 Groléjac  (en occitano Graulejac) es una población y comuna francesa, situada en la región de Aquitania, departamento de Dordoña, en el distrito de Sarlat-la-Canéda y cantón de Domme.

## Demografía
| 499 | 484 | 506 | 541 | 545 | 580 |
| Para los censos de 1962 a 1999 la población legal corresponde a la población sin duplicidades (Fuente: INSEE [Consultar]) |     |     |     |     |     |